# Ley de Hick
La ley de Hick, o la ley Hick-Hyman, llamada así por los psicólogos británicos y estadounidenses William Edmund Hick y Ray Hyman, describe el tiempo que tarda una persona en tomar una decisión respecto a la cantidad de posibles elecciones que tiene: aumentar el número de opciones aumentará el tiempo de decisión logarítmicamente. La ley Hick-Hyman evalúa la capacidad de información cognitiva en experimentos de reacción de elección. La cantidad de tiempo necesario para procesar una cierta cantidad de bits en la ley Hick-Hyman se conoce como la tasa de ganancia de información.
La ley de Hick se cita a veces para justificar decisiones de diseño de menú. Por ejemplo, para encontrar una palabra determinada (por ejemplo, el nombre de un comando) en una lista de palabras ordenadas aleatoriamente (por ejemplo, un menú), se requiere escanear cada palabra de la lista, consumiendo tiempo lineal, por lo que la ley de Hick no se aplicaría. Sin embargo, si la lista es alfabética y el usuario conoce el nombre del comando, puede usar una estrategia de subdivisión que funcione en tiempo logarítmico.

## Contexto histórico
En 1868, Franciscus Donders afirmó que existe una relación entre tener estímulos múltiples y el tiempo de reacción necesario para realizar una elección. En 1885, J. Merkel descubrió que el tiempo de respuesta es más largo cuando un estímulo pertenece a un conjunto mayor de estímulos.
Teniendo en cuenta estas afirmaciones y descubrimientos, Hick realizó dos experimentos para demostrar que la relación de tiempo de reacción y el número de elecciones es logarítmica.
En 1951, Hick realizó su primer experimento utilizando 10 lámparas con claves de código Morse. Las lámparas se encendían al azar cada cinco segundos. El tiempo de reacción de elección se registró informando el número de opciones posibles, que oscilaban entre 2 y 10 lámparas.
En su segundo experimento utilizó las mismas lámparas, manteniendo el número de alternativas en 10 (En el primer experimento oscilaban entre 2 y 10). El participante realizó las dos primeras tareas con la instrucción de realizarlas con la mayor precisión posible. Para la última tarea, se le pidió al participante que la ejecutara lo más rápido posible.
Mientras Hick afirmaba que la relación entre el tiempo de reacción y el número de elecciones era logarítmica, Hyman quería profundizar en la relación entre el tiempo de reacción y el número medio de elecciones. En el experimento de Hyman, se colocaron ocho luces diferentes dispuestas en una matriz de 6x6. Cada una de estas luces diferentes recibió un nombre, por lo que se cronometró el tiempo que tardaron los participantes en decir el nombre de la luz después de que se encendiera. Hyman fue responsable de determinar una relación lineal entre el tiempo de reacción y la información transmitida.

## Ley
Dadas n elecciones igualmente probables, el tiempo de reacción promedio (T) requerido para elegir entre las opciones es aproximadamente:
{\displaystyle {\displaystyle T=b\cdot \log _{2}(n+1)}}
donde b es una constante que puede determinarse empíricamente ajustando una línea a los datos medidos. El logaritmo expresa la profundidad de la jerarquía de "árbol de elección": log2 indica que se realizó una búsqueda binaria. La adición de 1 a n tiene en cuenta la "incertidumbre sobre si responder o no, así como sobre qué respuesta se debe tomar".
En el caso de elecciones con probabilidades desiguales, la ley puede generalizarse como:
{\displaystyle {\displaystyle T=bH}}
donde H está fuertemente relacionado con la teoría de la información de la decisión, definida como:
{\displaystyle {\displaystyle H=\sum _{i}^{n}p_{i}\log _{2}(1/p_{i}+1)}}
donde pi se refiere a la probabilidad de que la iésima alternativa rinda la teoría de la información.
La ley de Hick es similar a la ley de Fitts. La ley de Hick tiene una forma logarítmica porque las personas subdividen la colección total de elecciones en categorías, eliminando aproximadamente la mitad de las opciones restantes en cada paso, en lugar de considerar cada opción una a una, lo que requeriría tiempo lineal.

## Relación con el coeficiente intelectual

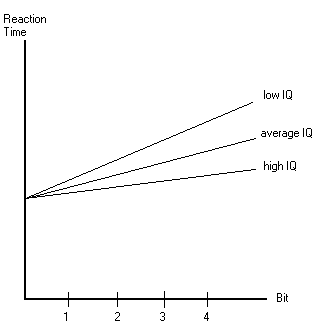
La aplicación de Roth de la ley de Hick
"Bit" es la unidad de log2(n)

E. Roth (1964) demostró una correlación entre el coeficiente intelectual y la velocidad de procesamiento de la información, que es el recíproco de la pendiente de la función:
{\displaystyle {\displaystyle {\text{Tiempo de Reacción}}={\text{Tiempo de Movimiento}}+{\frac {\log _{2}(n)}{\text{Velocidad de Procesamiento}}}}}donde n es el número de opciones. El tiempo que toma llegar a una decisión es:
{\displaystyle {\displaystyle {\text{Velocidad de Procesamiento}}\cdot \log _{2}(n)}}

## Compatibilidad estímulo-respuesta
Se conoce que la compatibilidad Estímulo-Respuesta también afecta el tiempo de reacción en tomar una elección para la ley Hick-Hyman. Esto significa que la respuesta debe ser similar al estímulo en sí (como girar un volante para girar las ruedas del automóvil). La acción que realiza el usuario es similar a la respuesta que recibe el conductor del automóvil.

## Ley de Hick en el ámbito de los videojuegos
En el sector de los videojuegos, es muy común que el diseñador, con la ayuda del UXResearcher; aplique la Ley de Hick para regular diferentes situaciones o escenas, en las que el jugador ha de elegir una opción entre diferentes posibilidades.  
Se usa la ley de Hick cuando el tiempo que se tiene para realizar una acción o actividad es corto y limitado y se quiere estresar o crear una sensación de tensión en el jugador. Cuando no se busca crear esta sensación de tensión se utiliza un principio de diseño llamado K.I.S.S. (Keep It Simple, Stupid) que ayuda a controlar el tiempo en la ley de Hick.
Por ejemplo, se puede utilizar dicha ley para añadir estrés en una escena de persecución, donde el tiempo disponible es limitado y hay un abanico de opciones a escoger.
También, sirve para limitar y regular el límite de opciones a ofrecer en diferentes puntos del juego, para regular el tiempo de juego.
Esta ley no es aplicable en decisiones complejas, ya que si estas requieren de una lectura extensa o una decisión compleja, esta ley no podrá predecir el tiempo de elección. Hablamos de decisiones que requieren de un planteamiento previo o reflexión antes de ser tomadas. Por este motivo en los videojuegos la toma de decisiones siempre ha de ir acompañada de unas opciones claras y bien referenciadas para que el tiempo estimado de reacción del jugador se cumpla y no se produzcan problemas de lectura incompleta o decisión aleatoria. Eso siempre y cuando hablemos de la ley de Hick en un ámbito donde el objetivo es una toma de decisiones rápida (con el tiempo estimado) pero también sin que el jugador pase por una fase de estrés y pueda descartar las opciones que no le interesan para seleccionar la adecuada y completar la misión o el reto del juego con el "timing" esperado.